# Zawidza (województwo wielkopolskie)
Zawidza – osada w Polsce położona w województwie wielkopolskim, w powiecie ostrowskim, w gminie Odolanów.